# هانی وایسه
هانی وایسه (انگلیسی: Hanni Weisse؛ ۱۶ اکتبر ۱۸۹۲ – ۱۳ دسامبر ۱۹۶۷ (۷۵ ساله)) هنرپیشه اهل آلمان بود.
از فیلم‌ها یا برنامه‌های تلویزیونی که وی در آن نقش داشته‌است می‌توان به دیگری اشاره کرد.